# Nashville (sèrie de televisió)
Nashville és una sèrie de televisió estatunidenca dramàtica i musical. La seva creadora és Callie Khouri, i els productors, R. J. Cutler, Khouri, Dee Johnson, Steve Buchanan, i Connie Britton. La sèrie es va estrenar a l'ABC l'octubre del 2012, amb més de 8,93 milions d'espectadors. L'abril del 2017 se'n va anunciar la sisena i darrera temporada.
Nashville es va estrenar doblada en català a TV3 l'abril del 2017.

## Argument
Nashville, la capital mundial de la música country, és l'escenari de les intenses vides de dues estrelles d'aquest gènere musical: la Rayna Jaymes, una cantant veterana respectada per tothom, i la Juliette Barnes, una jove intèrpret amb fama de conflictiva.
Els seus camins es troben quan es veuen obligades a compartir cartell en una mateixa gira. Entre concert i concert, sorgiran tota mena de conflictes entre elles i amb la resta de personatges que poblen l'univers de Nashville: productors, músics, lletristes i jovent amb ganes de triomfar en el competitiu món de la música.